# Стейнвей, Теодор Эдвин
Теодор Эдвин Стейнвей (англ. Theodore Edwin Steinway; 6 октября 1883 — 8 апреля 1957), представитель семьи производителей пианино «Стейнвей», — член Нью-Йоркского клуба коллекционеров и попечительского совета Филателистического фонда. В 1952 году был награждён первой медалью Лихтенштейна за свои заслуги в области филателии, а также за вклад в развитие и укрепление престижа Клуба коллекционеров.

## Ранний период жизни
Теодор Стейнвей родился 6 октября 1883 года в Нью-Йорке. Он был внуком Генри Э. Стейнвея, основателя компании Steinway & Sons. У его родителей было несколько детей, в том числе:
- Уильям Р. Стейнвей
- Теодор Эдвин Стейнвей
- Мод Пейдж Стейнвей.

Теодор Стейнвей учился в школе Св. Павла в Гарден-Сити (Нью-Йорк).

## Филантропическая деятельность
Стейнвей поддерживал Клуб коллекционеров Нью-Йорка, предоставляя средства на различные проекты, в том числе на приобретение для клуба филателистической библиотеки австрийского судьи Виктора Суппанчича. Благодаря её развитию клуб стал обладателем одной из самых обширных филателистических библиотек в мире.
Стейнвей, наряду с другими видными американскими филателистами, участвовал в создании Филателистического фонда (Philatelic Foundation), который первоначально располагался на четвёртом этаже Клуба коллекционеров Нью-Йорка. Он был назначен председателем Экспертного комитета (1950—1952).
Также он был учредителем Ассоциации филателистических выставок и отвечал за организацию первых пяти международных филателистических выставок в США, которые состоялись в 1913, 1926, 1936, 1947 и 1956 годах.

### Коллекционирование почтовых марок
У Стейнвея были различные коллекции почтовых марок. Наиболее значительными из них были:
- специализированная коллекция почтовых марок «Виды Сиднея» Нового Южного Уэльса
- Гамбург и старые немецкие государства
- марки с гашениями «удар по носу»
- марки и конверты, связанные с его семейным фортепианным бизнесом

Благодаря интересу к коллекционированию почтовых марок, связанных с его бизнесом, и несоблюдению им жёстких правил коллекционирования, Стейнвей часто считается одним из основателей тематической филателии, которая сегодня является распространённым методом коллекционирования. Коллекционеры этого направления сегодня собирают марки с изображением бабочек, слонов, персонажей Диснея, известных произведений искусства и так далее.

## Личная жизнь
Он женился на Рут Гарднер Дэвис (Ruth Gardner Davis), и у них родились дети:
- Теодор Д. Стейнвей (1914—1982)
- Генри Зиглер Стейнвей (1915—2008)[3]
- Фредерик Стейнвей (1921—2004)[4]
- Джон Х. Стейнвей (1917—1989)
- Элизабет Стейнвей (1925—1993)[5], которая вышла замуж за Скайлера Чапина (1923—2009)
  - Генри Бёрден Чапин
  - Теодор Стейнвей Чапин
  - Сэмюэл Гаррисон Чапин, который женился на Кэролайн Шиппен Дэвис в 1982 году[6]
  - Майлз Чапин (р. 1954)
- Лидия Гудвин Стейнвей (1927—2016),[7], которая вышла замуж за Эрика У. Кокрейна (1928—1985)[8]

За свои обширные интересы и лидерские качества в области филателии Теодор Э. Стейнвей был награжден первой медалью Лихтенштейна Клубом коллекционеров Нью-Йорка в 1952 году. Его сын Джон продолжил работать в области филателии и входил в Совет попечителей Филателистического фонда после его смерти в 1957 году.